# Agrarische geschiedenis
Agrarische geschiedenis of landbouwgeschiedenis is een deeldiscipline van de geschiedwetenschap. 
Binnen deze discipline bestudeert men de historische ontwikkeling van de landbouw in een maatschappelijke, economische, landschappelijke en/of technische context. 

## Nederland
Aan de Wageningen Universiteit bestaat een gespecialiseerde leerstoelgroep, waarvan achtereenvolgens Bernard Slicher van Bath, Ad van der Woude en Pim Kooij de hoogleraren waren. Belangrijke landbouwhistorici zijn of waren daarnaast Henk Roessingh, Joop Faber, Jan Bieleman en Piet van Cruyningen, allen verbonden aan de Afdeling Agrarische Geschiedenis uit Wageningen.